# Wilhelm Münker

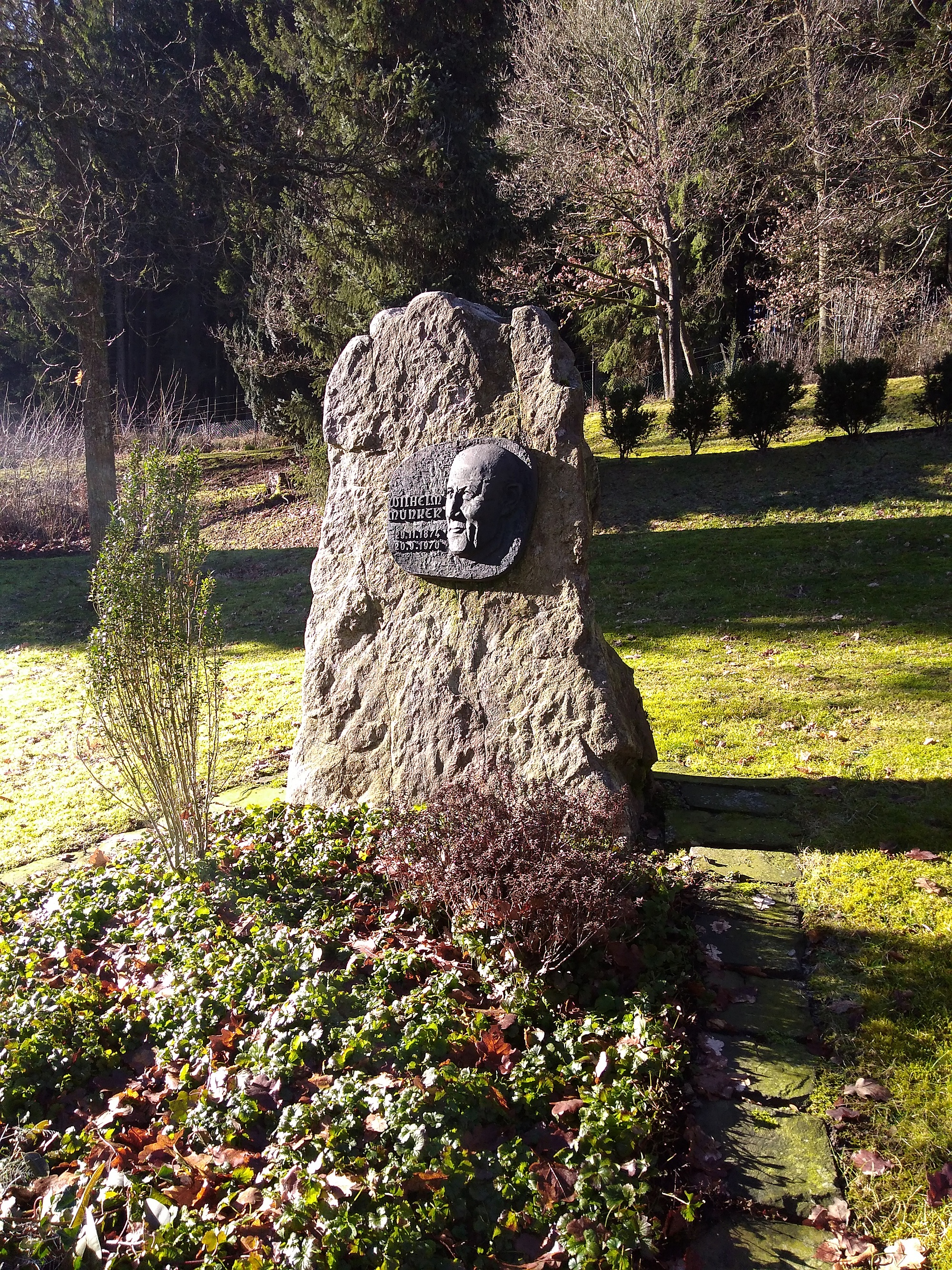
Ehrengrab in Hilchenbach

Wilhelm Münker (* 29. November 1874 in Hilchenbach; † 20. September 1970) war Mitbegründer des Deutschen Jugendherbergswerks und aktiver Naturschützer.

## Leben
Von 1903 bis 1921 war er Vorsitzender der SGV-Ortsgruppe Hilchenbach. Zusammen mit Richard Schirrmann und Julius Schult, ebenfalls hochrangige SGV-Vereinsmitglieder, gründete er 1909 das Deutsche Jugendherbergswerk, zuvorderst um die vereinseigene Jugendarbeit zu unterstützen. Bereits zuvor war er ab 1900 im Verband Deutscher Touristenvereine maßgeblich an der Schaffung eines Unterkunftsnetzes für Wanderer und Jugendgruppen beteiligt. 1918 wurde er Leiter des Heimat- und Naturschutzausschusses des SGV-Gesamtvereins.
Ein weiteres Anliegen war ihm der Erhalt der Heimat und ihrer Natur. Schon im Jahre 1911 kaufte er auf eigene Kosten ein Areal zu dessen Schutz auf. Dieses Konzept übernahm der SGV und erwarb bis heute über 300 ha Land, um ihn unter Naturschutz stellen zu können. 1947 war er Mitbegründer der Schutzgemeinschaft Deutscher Wald. 
Im Jahre 1944 wurde er zum ersten Ehrenbürger der Stadt Hilchenbach. 1958 gründete er die Wilhelm-Münker-Stiftung für Gesundheit, Wandern, Naturschutz und Heimatpflege.
Münker war zudem auch Leiter des „Ausschusses zur Rettung des Laubwaldes“. Sein Verdienst war es, schon sehr früh die Gefahren der Verfichtung mit der dadurch bedingten Bodenversauerung und Verschlechterung des Wasserhaushaltes erkannt und ihr mit der Propagierung der Laubmischwaldbegründung entgegengewirkt zu haben. Die Jugendherberge in Hilchenbach, die von Münker gegründete erste „inoffizielle“ Jugendherberge in Deutschland, trägt seinen Namen.
In seinem Buch „Noch mehr Außenreklame? Heimatpflege oder Verkrämerung des öffentlichen Raumes“ (1.  Auflage 1951, 3. Auflage 1952) wandte sich Münker energisch und detailliert gegen die zunehmende Werbung in Schaufenstern, auf Plakatwänden, auf Litfaßsäulen, in Kinos und gegen das wilde Plakatieren.
Zu seinen Ehren wurde der Wilhelm-Münker-Weg geschaffen. Der Wilhelm-Münker-Jugendhof ist das offizielle Gästehaus des SGV.